# San Agustín, Tacámbaro
San Agustín är en ort i Mexiko.   Den ligger i kommunen Tacámbaro och delstaten Michoacán de Ocampo, i den södra delen av landet, 250 km väster om huvudstaden Mexico City. San Agustín ligger 1 719 meter över havet och antalet invånare är 335.
Terrängen runt San Agustín är lite bergig. Runt San Agustín är det ganska tätbefolkat, med 80 invånare per kvadratkilometer. Närmaste större samhälle är Tacámbaro de Codallos, 5,8 km öster om San Agustín. I omgivningarna runt San Agustín växer huvudsakligen savannskog.